# Donatella D'Abundo
Il Donatella D'Abundo è stato un traghetto, appartenuto alla Medmar dal 2002 al 2009.

## Servizio
Varato il 4 settembre 1971 nel cantiere navale Union Navale de Levante di Siviglia con il nome di Canguro Cabo San Sebastian e consegnato il 1º settembre 1972 alla Ybarra y Cia, prende servizio il 24 settembre nei collegamenti tra Barcellona, Palma di Maiorca e Genova.
Da gennaio a marzo 1974 viene sottoposto a lavori di manutenzione straordinaria nei cantieri navali Empresa Nacional Bazan di Cartagena a causa di un guasto ai cilindri del motore principale.
Il 4 febbraio 1981 viene venduto alla Trasmediterránea, con consegna prevista nell'aprile successivo.
Il 10 aprile 1981 viene consegnato alla Trasmediterránea e, ribattezzato Ciudad de Palma, prende servizio nei collegamenti tra Barcellona e le Baleari.
Nel 1982 viene ribattezzato Ciudad de Santa Cruz de la Palma e trasferito nei collegamenti tra le Isole Canarie.
Nello stesso anno viene spostato nei collegamenti tra Almería, Malaga e Melilla.
Nel 1998 viene venduto alla marocchina Limadet e, ribattezzato Beni Ansar, prende servizio nei collegamenti tra Almería e Nador.
Nel 2000 viene venduto alla Linee Lauro e, ribattezzato Donatella D'Abundo, prende servizio nei collegamenti tra La Spezia, Napoli e Tunisi.
Nel 2002 viene trasferito sotto le insegne della Medmar, continuando ad operare sulla stessa rotta, venendo tuttavia saltuariamente impiegato anche nei collegamenti tra Napoli e Palau.
Dal 7 marzo al giugno del 2003 opera nei collegamenti tra Sète e Palma di Maiorca. Nello stesso mese torna ad operare sulle proprie rotte.
Nel 2004 viene trasferito nei collegamenti tra La Spezia, Trapani e Tunisi.
Nel gennaio del 2009 viene venduto alla società nevisiana Taymouth Ltd e, ribattezzato Samundhar Sikharam, viene trasferito il 30 gennaio a Perama, dove viene trasferito sotto la gestione dell'indiana Macaroni Ship Management.
A maggio viene trasferito nei cantieri di Elefsina.
Il 5 settembre 2009 giunge nel cantiere di demolizione Kalkavanlar GS di Aliağa, dove viene spiaggato e demolito.

## Navi gemelle
- Princess Rowena (ex Ciudad de Badajoz)
- Beni Sidel (ex Ciudad de Salamanca)
- Ciudad de Sevilla
- Mary The Queen (ex Ciudad de Valencia)
- Oriental Princess (ex Dalmatino e Canguro Cabo San Jorge)